# Stephen C. Apostolof
Stephen C. Apostolof (ou A.C. Stephens) est un réalisateur américain né à Bourgas (en Bulgarie) le 25 février 1928 et mort le 14 août 2005.
Il a réalisé Orgy of the Dead d'après un scénario d'Ed Wood.

## Filmographie
- 1965 : Orgy of the Dead
- 1966 : Suburbia Confidential
- 1967 : Motel Confidential
- 1967 : The Bachelor's Dreams
- 1968 : Office Love-in, White-Collar Style
- 1968 : College Girls
- 1969 : Lady Godiva Rides
- 1969 : The Divorcee
- 1971 : Drop Out
- 1972 : Drop Out Wife
- 1972 : Class Reunion
- 1972 : The Snow Bunnies
- 1973 : Nuits infernales (The Cocktail Hostesses)
- 1974 : Five Loose Women
- 1976 : The Beach Bunnies
- 1978 : Hot Ice